# Wikstroemia
Genre
Classification phylogénétique
Wikstroemia est un genre de plantes à fleurs de la famille des Thymelaeaceae. Bon nombre de ses espèces sont utilisées dans l'herboristerie chinoise. Ce genre a été nommé ainsi en 1833 en l'honneur du botaniste suédois Wikström (1789-1856) par le botaniste et sinologue autrichien Endlicher (1804-1849).

## Utilisation
Il est utilisé en Chine (荛花属, ráo huā shǔ) et au Japon (アオガンピ属 (ao ganpi zoku)) pour faire du papier.

## Liste d'espèces
Une partie des espèces du genre Wikstroemia donnée par The Plant List:
- Wikstroemia alberti (Regel) Domke
- Wikstroemia albiflora Yatabe
- Wikstroemia bicornuta Hbd.
- Wikstroemia canescens Wall. ex Meisn.
- Wikstroemia delavayi Lecomte
- Wikstroemia forbesii Skottsberg
- Wikstroemia furcata (Hbd.) Rock
- Wikstroemia ganpi (Siebold & Zucc.) Maxim.
- Wikstroemia hanalei Wawra
- Wikstroemia indica (L.) Meyer
- Wikstroemia monticola Skottsberg
- Wikstroemia lichiangensis W.W.Sm.
- Wikstroemia oahuensis (Gray) Rock
- Wikstroemia phillyreifolia Gray
- Wikstroemia pulcherrima Skottsberg
- Wikstroemia sandwicensis Meisn.
- Wikstroemia sikokiana
- Wikstroemia skottsbergiana Sparre
- Wikstroemia uva-ursi Gray
- Wikstroemia villosa Hbd.